# Груев, Дамян

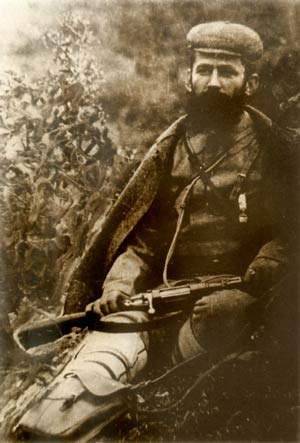
Дамян Йованов Груев

Дамян Йованов Груев, более известен как Да̀ме Груев (19 января 1871, село Смилево, Битольский район, Османская империя (совр. Северная Македония) — 23 декабря 1906, гора Петлец, совр. Северная Македония), — болгарский учитель и революционер, участник национально-освободительного движения болгарского народа в Македонии и Одринской области, один из основателей и идеологов ВМОРО. Имел прозвище «Воля организации».

## Биография
Уроженец турецкой Македонии. В юности подпал под влияние великосербской пропаганды (Общество Святого Саввы предоставило ему бесплатное обучение в Белграде), но в дальнейшем взял сторону Болгарского княжества.
В 1890 году Груев поступил на исторический факультет Высшего училища в Софии (ныне — Софийский университет). В Софии он со своими единомышленниками создал кружок «Дружба», с целью добиваться исполнения 23 статьи Берлинского договора об автономии Македонии в составе Османской империи.
В 1891 году Даме заподозрили в соучастии в убийстве министра Христо Белчева и исключили из Высшей школы. Впоследствии обвинения оказались беспочвенными. Груев отправился в турецкую Македонию, жил в Битоле, Смилево и Прилепе, работал учителем.
В 1894 г. стал одним из основателей Болгарского Македонско-Одринского революционного комитета (БМОРК) — организации, позднее сменившей имя на Тайную Македонско-Одринскую революционную организацию, а затем прославленной как ВМОРО. Основной политической целью организации являлась борьба за автономию Македонии и Одринской Фракии, с прицелом на полное освобождение от турецкого ига. В сформированном тогда же Центральном комитете д-р Христо Татарчев был избран председателем, а Дамян Груев — секретарём-кассиром, но все современники были единодушны в том, что именно Даме являлся сердцем и душой организации. В Солуни (Салониках) Даме Груев издавал гектографический орган «Въстаник».
Осенью 1894 года Груев, работая учителем в городе Штип, привлек в ряды ВМОРО ее будущего лидера — Гоце Делчева. В том же году в целях борьбы с сербскими претензиями к Македонии и их сторонниками он основал «Общество против сербов» в Салоники.
В 1895 и 1896 годах Груев под прикрытием должности инспектора болгарских школ в Солунском округе предпринял ряд поездок с целью расширения и укрепления сети ячеек ВМОРО. Тогда же он установил контакты с Верховным македонско-одринским комитетом (ВМОК) и пытался организовать взаимодействие двух организаций. В 1897 году Груев был направлен делегатом от Софийского общества на IV Македонский конгресс.
В 1897 года Дамян Груев посетил регион Боймия в Вардарской Македонии.
В 1898 году османские власти интернировали Груева в городе Битоль, где он впоследствии был назначен учителем в гимназию Болгарской экзархии.
В августе 1900 года Груев вместе с несколькими активистами ВМОРО был арестован и провел около двух лет в Битольской тюрьме, откуда продолжал тайно руководить организацией. В конце мая 1902 года был переведен в тюрьму Подрум-кале в Малой Азии, что лишило его возможности участвовать в судьбоносном Солунском конгрессе ВМОРО в январе 1903 года, где было принято решение о вооруженном восстании. Весной 1903 года Груев был освобождён по амнистии. Несмотря на то, что Груев вместе с Гоце Делчевым и другими руководителями ВМОРО был против преждевременного восстания, остановить его не удалось.
Груев прилагал огромные усилия, чтобы отложить дату восстания и лучше подготовить его. В апреле 1903 года на Смилевском конгрессе (который прошел в родном доме Дамяна) Битольского округа ВМОРО он вместе с Анастасом Лозанчевым и Борисом Сарафовым был избран членом Главного штаба восстания. Вместе с Сарафовым он назначил дату выступления в округе. Активно участвовал в Илинденско-Преображенском восстании, а после его провала — оставшись в Македонии занялся восстановлением сети ячеек ВМОРО
23 декабря 1906 года некий предатель сообщил турецким властям о дислокации повстанческой четы Александра Китанова невдалеке от села Русиново (Малешевского округа). В этой чете находился и Дамян Груев. В ходе перестрелки Груев и четник Карчо получили ранения, но сумели вырваться из турецкого кольца. Однако, близ вершины Петлец на Малешевской планине, Груев, Карчо и ещё один неизвестный по имени раненный четник попали в новую засаду и погибли. Так ушёл из жизни один из основателей ВМОРО.

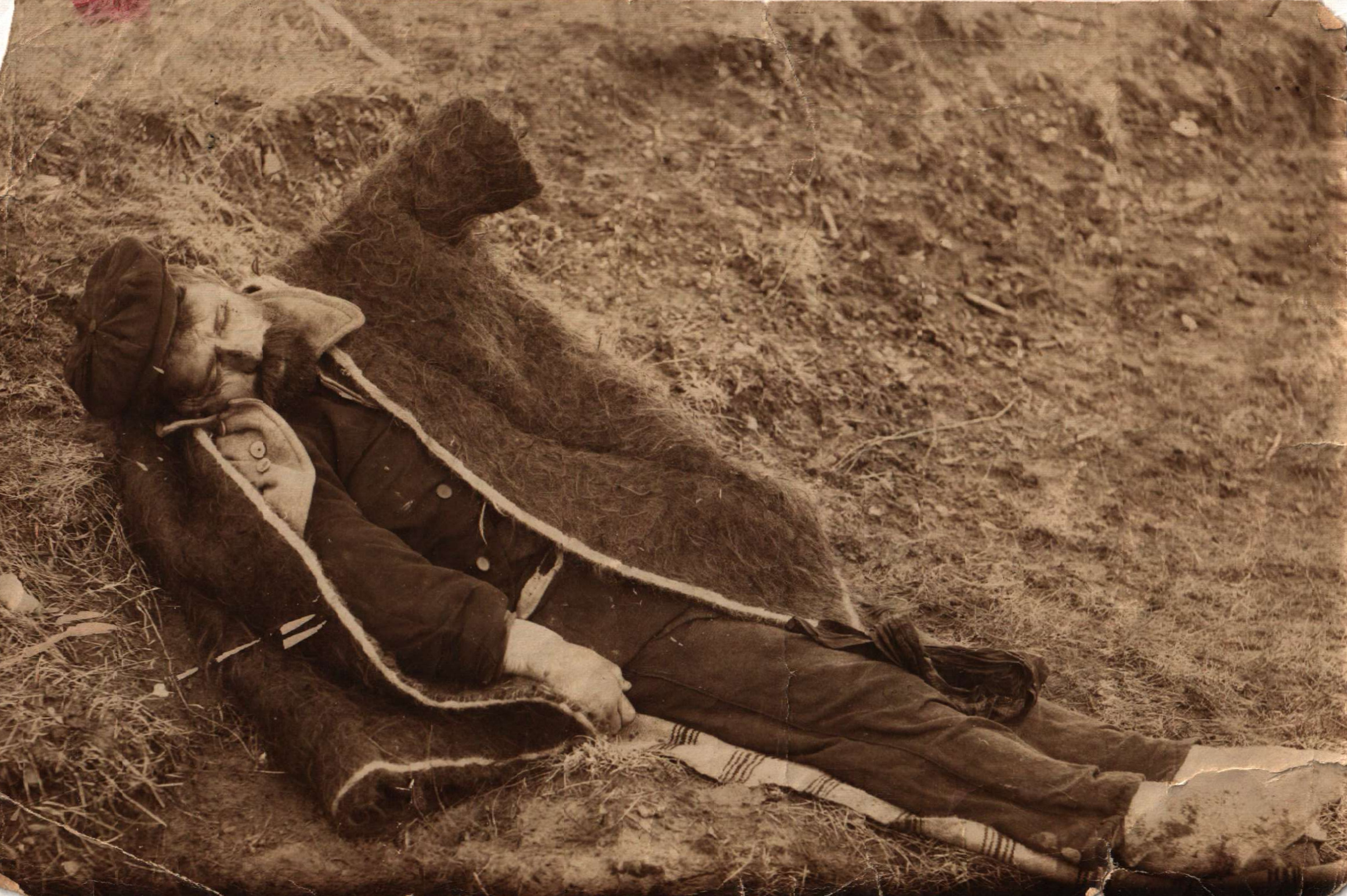
Труп Груева